# 反对党
反对党（英語：Opposition party），又称反對派，是多党政治制度中与建制或執政聯盟对立的政党，其主要职责是监督执政党的行为，同时也为在将来的选举中获胜从而成为执政党打基础。有效管治之實現，不僅有賴於當權者，也有賴於那些反對者和監督者:19。
在中文词汇中，“反对党”一词有营造「为反对而反对」的偏见。而为了中和含意，会使用「在野党」作为代替。

## 政治作用
一般来说，反对党是最大的在野黨。如美国，执政党和反对党通常是由民主黨和共和黨輪流擔當；而在英國，执政党組成國王 / 女王陛下政府，最大在野黨則是獲得法理上承認的官方反对党。
在反对党中，一般有相应的人对应政府中的各个部门官员，这些人叫做“影子”，他們組成了影子政府或影子內閣。例如，反对党中的外交部长候选人叫做影子外交部长（Shadow Foreign Minister）。影子内阁里的成员可能是该部门的前任部长，例如英国下议院的影子内阁通常由对应的前任部长组成。
反對黨的功能是令執政黨公共政策在決策時由更多角度考慮，並在一定程度上制衡執政黨。同時亦可以讓選民在投票時有另類的政治選擇。選舉制度應該保證一個可見、能對立法評判性評估、能質疑行政機關之表現、能保護少數族群之利益、能有效代表其所在選區之反對派:19。

## 利弊
反對派要真正起作用，就必須擁有足夠數量之代表（假設他們在選舉時之表現能夠保證）:19。反對黨可以監督執政黨，必要的時候反對黨可以發動民眾舉行集會、遊行、示威，特別是在反對黨的監督下，執政黨通常在行政方面都要一再向民眾保證和演講以保證其政策的效果，但多多少少在議會有一些阻力。很顯然，反對力量之大小還取決於選舉制度以外之其他因素，但如果制度本身導致反對派無能，民主管治水平也會隨之變弱:19。
但有些時候執政黨一些好的政策，通常會因反對黨佔議會的多數席位或佔足夠席次阻攔通過而不通過法案。更甚者，為了在將來的选举中获胜从而成为执政党，在野党可能會利用宣傳策略扭曲民眾對一些好的政策的觀感以打擊執政黨。同時，選舉制度應防止出現「贏者通吃（winner takes all）」之局面，否則統治者就可以對其他意見以及投票給反對黨之選民需求視而不見，並把選舉和執政當作一場零和博弈:19。
不過，一旦執政黨要強行在議會通過一些具爭議性的法案，或修改憲法及選舉法等，反對黨為捍衛憲政民主或基于自身利益，會用一切手段如冗長辯論，阻攔執政黨通過。立法機關和行政機關之間分權，使得所有議員，而不僅僅是反對派議會，都監督行政機關:20。

## 活動
- 遊行
- 示威
- 不信任動議
- 彈劾
- 罷免
- 司法覆核
- 拉布
- 非法集会
- 靜坐
- 絕食
- 大字报
- 武鬥
- 游擊戰